# Le Grand Bleu
Le Grand bleu er et fransk drama fra 1988, instrueret af Luc Besson, og med bl.a. Jean Reno i en hovedrolle.

## Synopsis
Enzo (Jean Reno) og Jacques (Jean-Marc Barr) har kendt hinanden siden deres barndom ved Middelhavet. Som børn og unge var de ikke rigtige venner, men havde en fælles passion: Dykning. Enzo og Jacques mistede forbindelsen efter den dag, hvor Jacques far, som var dykker, døde i Middelhavet.
Johanna (Rosanna Arquette), der er en ung kontorist i en sikkerheds-kontor, er taget til Peru, hvor hun møder Jacques, der arbejder for en gruppe forskere. Han dykker i nogle minutter i iskoldt vand, mens forskerne overvåger hans fysiske tilstand, der er mere som en delfin end et menneskes. Johanna kan ikke tro, hvad hun ser, og selv om hun er interesseret i Jacques, er hun ikke i stand til at komme tættere ind på livet af ham. Nogle uger senere, hvor hun er tilbage på sit kontor, ser hun en notits om et mesterskab for dykkere, der skal finde sted i Taormina i Italien. For at se Jacques igen får hun sit firma til at sende hende på forretningsrejse til Italien.
I Taormina er Enzo da også, da han er regerende verdensmester. Han ved, at kun Jacques kan udfordre og måske slå ham. Denne gang kommer Johanna og Jacques tættere på hinanden, men Jacques, som er mere delfin end mand, har svært ved at begå sig socialt, og hans og Enzos rivalisering fører mændene ind på farligt område.

## Medvirkende
- Jean-Marc Barr – Jacques Mayol
- Jean Reno – Enzo Molinari
- Rosanna Arquette – Johanna
- Jean Bouise – Onkel Louis

## Indtjening
Filmen er blevet set af 9.193.873 mennesker.[kilde mangler]